# Aérospatiale Alouette III

Ritning av Aérospatiale Alouette III.

Aérospatiale Alouette III är en fransk understödshelikopter utvecklad av Sud Aviation och tillverkad av Aérospatiale samt på licens även av Hindustan Aeronautics i Indien och IAR i Rumänien.

## Utveckling
Alouette III är en vidareutveckling av den tidigare helikoptern Alouette II. Utvecklingen började med att Indien behövde en Alouette II med starkare motor för att klara av att flyga i den tunna luften i Himalaya. Den modellen lanserades som SA 315 Lama och tillverkades på licens i Indien. Aérospatiale valde att utnyttja det starkare motorpaketet från SA 315 i en förlängd och förstärkt variant av Alouette II som fick namnet SA 316 Alouette III.
Den första prototypen flög 28 februari 1959 och produktionen pågick från 1961 till 1979. Totalt 1 437 stycken tillverkades av Sud Aviation och Aérospatiale i Frankrike och drygt 800 tillverkades på licens i Indien, Rumänien och Schweiz.

## Konstruktion
Alouette III har en artikulerad rotor med tre metallblad. Växellådan har utväxlingen 16:1 och har ett frihjul för att tillåta autorotation. Flygkroppen är byggd i lättmetall med plexiglaspaneler i nosen. Till skillnad från Alouette II är stjärtbommen integrerad med flygkroppen. En annan skillnad är att Alouette III har ett trehjuligt landningsställ till skillnad från Alouette II:s skidor. Marina varianter kan utrustas med uppblåsbara flottörer för landning på vatten.
De flesta Alouette III har ingen annan avionik än kommunikationsradio, men marina varianter har försetts med SFENA autopilot och ORB 31 ytspaningsradar. För ubåtsjakt kan en Crouzet DHAX-3 magnetometer bäras på ena sidan.

## Beväpning
Även om Alouette II kunde beväpnas var det ganska ovanligt. Alouette III däremot flög regelmässigt beväpnad i militär tjänst. Den vanligaste beväpningen var en AAT 52 7,62 mm kulspruta med 1 000 patroner monterad i höger bakdörr. Även andra kulsprutor som FN MAG eller Browning M1919 används i andra länder. Ett kraftfullare alternativ är en MG 151/20 eller GIAT M621 20 mm automatkanon fast monterad på vänster sida. I det fallet plockas baksätet bort och en ammunitionslåda med 480 patroner ställs in i kabinen.
Alouette III kan också beväpnas med pansarvärnsrobotar. De vanligaste kombinationerna är fyra stycken AS.11 eller två AS.12 som styrs med ett APX-Bézu 260 gyrostabiliserat robotsikte på kabinens tak. Även HOT kan bäras av Alouette III. Frankrikes flotta har testat att beväpna sina helikoptrar med luftvärnsroboten Matra Mistral.
Även raketkapslar ingår som beväpningsalternativ. I Frankrike används Thomson-Brandt 100 mm raketer i 6-tubs kapslar eller Matra 155H med 18 stycken 68 mm raketer. I Rumänien används i stället L-128-4 eller L-57-16 för fyra stycken 128 mm raketer respektive sexton stycken 57 mm raketer. Normalt bärs en raketkapsel på vardera sidan.
För ubåtsjakt kan Alouette III bära med två stycken Mark 44-torpeder eller en Mark 44-torped och en Crouzet DHAX-3 magnetometer.

## Användning

### Argentina
Vid tiden för Falklandskriget 1982 förfogade Argentina över fjorton stycken Alouette III. De spelade en viktig roll i invasionen av Sydgeorgien. En Alouette III följde med ner i djupet när General Belgrano sänktes 2 maj 1982.

### Chile
Chile beställde tio stycken Alouette III år 1977 och de levererades sommaren 1978. De sattes omedelbart in i den pågående konflikten med Argentina om Beaglekanalen som nådde sin höjdpunkt den 22 december 1978 då Argentina bara var timmar ifrån att genomföra operation Soberanía, en planerad invasion av Chile.

### Frankrike

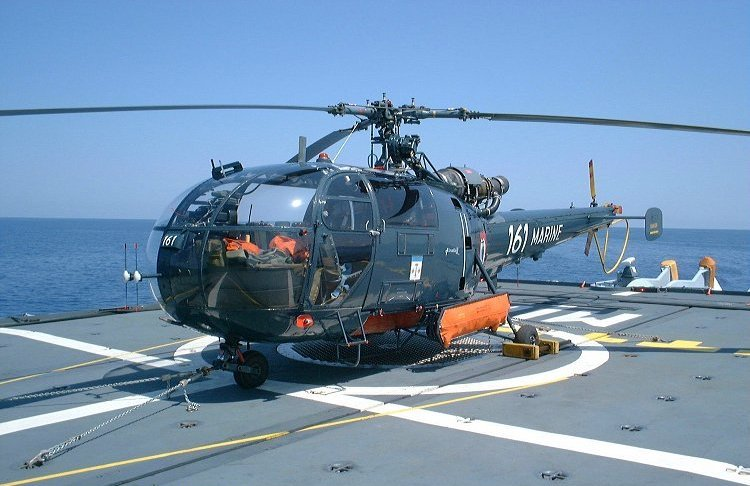
En Alouette III från l'escadrille 35F ombord på fregatten La Motte-Picquet.

Alouette III togs i tjänst för sent för att sättas in i Algerietrevolten. I stället användes Alouette III till en början till huvudsakligen fredliga ändamål i Frankrike. Helikoptern demonstrerade sina utmärkta höghöjdsegenskaper i juni 1960 genom att landsätta sju personer på Mont Blanc, något som aldrig tidigare hade gjorts med helikopter.
Frankrikes flotta använde Alouette III för ubåtsjakt och har även provat att beväpna den för luftstrid med Matra Mistral-robotar. Idag använder Frankrikes flotta Alouette III enbart för flygräddning. I Frankrikes flygvapen ersattes den av Eurocopter AS 355 Ecureuil 2 år 2004.

### Portugal

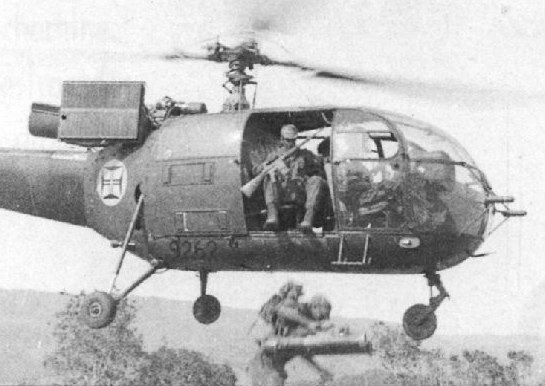
Portugisiska fallskärmsjägare hoppar ut från en Alouette III i Angola.

Portugal var det första land att använda Alouette III i strid i kolonialkrigen. De första tolv helikoptrarna levererades direkt från den dåvarande tillverkaren Sud Aviation till Luanda i Portugisiska Västafrika (Angola) där de började tjänstgöra i juni 1963. Strax därpå började Alouette III-helikoptrar att tjänstgöra även i Portugisiska Guinea (Guinea-Bissau) och 1967 i Portugisiska Östafrika (Moçambique).
Till en början användes helikoptrarna enbart för spaning och luftlandsättning. Luftlandsättning i en stridszon krävde dock helikoptrar kapabla till eldunderstöd. Flera olika alternativ provades, men det som visade sig effektivast var en dörrmonterad M2 Browning som började användas 1964. Två år senare började man även att använda en fast monterad MG 151/20 automatkanon på vänster sida. De kanonbeväpnade helikoptrarna kallades lobo mau (elaka vargen) medan de kulsprutebeväpnade kallades falcão (falk) och de obeväpnade cotovia (lärka).
När kolonialkrigen slutade 1975 drogs alla Alouette III tillbaka till Portugal där de används för flygträning, flygräddning och brandbekämpning. Från februari 2000 till juli 2002 skickades fyra stycken Alouette III till Östtimor som en del av FN:s fredsbevarande styrkor.

### Rhodesia
Rhodesia använde Alouette III i det så kallade bushkriget 1964–1979. Som mest förfogade Rhodesia över 34 stycken helikoptrar som användes på ungefär samma sätt som Portugals, med beväpnade Gunships (K-car och G-car) som understödde transporthelikoptrarna. Alouette III var det huvudsakliga transportmedlet för den luftburna styrkan Fireforce som snabbt kunde sättas in så snart ett gerillaförband upptäckts.

## Varianter
- SA 3160 – Första produktionsserien.
- SA 316A – Beteckningen på SA 3160 från 1968.
- SA 316B – Samma som SA 316A fast med något förbättrad rotor.
- SA 316C – Försöksmodell med Turbomeca Artouste IIID motor på 660 hk.
- SA 319B – SA 316B med Turbomeca Astazou XIV på 600 hk.
- SA 3164 – Attackversion lokalt modifierad i Rhodesia. Den fanns i två versioner; K-car med en MG 151/20 och G-car med fyra stycken Browning M1919
- HAL Chetak – SA 316A och B tillverkade på licens i Indien.
- IAR 316B – SA 316B tillverkade på licens i Rumänien.

## Användare
Fetstil är nuvarande användare.

- Angolas flygvapen
- Argentinas flotta
- Bangladesh flygvapen
- Belgiens flygvapen
- Bolivias flygvapen
- Burkina Fasos flygvapen
- Myanmars flygvapen
- Burundis armé
- Chiles flotta
- Søværnet
- Dominikanska republikens flygvapen
- Ecuadorianska flottan
- El Salvadors flygvapen
- Elfenbenskustens flygvapen
- Etiopiens flygvapen
- Frankrikes armé
- Frankrikes flotta
- Frankrikes flygvapen
- Gabons flygvapen
- Ghanas flygvapen
- Greklands flotta
- Guineas flygvapen
- Guinea-Bissaus flygvapen
- Indiens flygvapen
- Indiens flotta
- Indonesiens armé
- Iraks flygvapen
- Irlands flygkår
- Jordaniens flygvapen
- Jugoslavien flygvapen
- Kameruns flygvapen
- Kongo-Kinshasas flygvapen
- Libanons flygvapen
- Libyens armé
- Libyens flygvapen
- Madagaskars flygvapen
- Malaysias flygvapen
- Maltas flygvapen
- Mexikos flotta
- Mexikos flygvapnen
- Moçambiques flygvapen
- Namibias flygvapen
- Nederländernas flygvapen
- Nepals armé
- Nicaraguas flygvapen
- Pakistans armé
- Pakistans flygvapen
- Pakistans flotta
- Perus armé
- Peruanska flottan
- Perus flygvapen
- Portugals flygvapen
- Rhodesias flygvapen
- Rumäniens flygvapen
- Rwandas armé
- Saudiarabiens flygvapen
- Schweiz flygvapen
- Republiken Singapores flygvapen
- Spaniens armé
- Spaniens flygvapen
- Surinams flygvapen
- Swaziland flygvapen
- Sydafrikas flygvapen
- Sydkoreas flotta
- Republiken Vietnams flygvapen
- Tchads flygvapen
- Tunisiens flygvapen
- Venezuelas flygvapen
- Zaires flygvapen
- Zimbabwes flygvapen
- Österrikes flygvapen